# Claude Pouillet
Pour les articles homonymes, voir Pouillet.
Claude Servais Mathias Pouillet, né à Cusance (Doubs) le 16 février 1790 et mort à Paris, le 13 juin 1868, est un physicien et homme politique français.

## Biographie
Fils d'un papetier, Claude Pouillet fait ses études secondaires au lycée de Besançon. Il devient en 1809 régent de mathématiques au collège de Tonnerre, puis fait, de 1811 à 1813, des études supérieures scientifiques au Pensionnat normal, où il a comme répétiteur de physique et histoire naturelle Guersent puis Antoine Thillaye, et à la faculté des sciences de Paris, où il suit les premiers cours de physique de Gay-Lussac. Il enseigne ensuite la physique et l'histoire naturelle au Pensionnat normal, comme répétiteur de 1813 à 1815, puis comme maître de conférences de 1815 à 1822, date de la fermeture de l'école. Il est suppléant d'Alexis Thérèse Petit au collège royal Bourbon de 1817 à 1819 puis titulaire de la chaire de physique de 1819 à 1829, où il est remplacé par Joseph Cazalis. Pierre Henri Blanchet est nommé agrégé auprès de lui en 1825. Pouillet devient également professeur de physique des enfants de Louis-Philippe en 1827 et enseigne à l'Athénée de Paris. Jean Thiébault Silbermann est son préparateur au collège Bourbon de 1825 à 1829.
À la faculté des sciences de Paris il devient suppléant de Biot et Gay-Lussac (1818?), puis professeur adjoint (1827) et enfin professeur titulaire de la chaire de physique (1838) après le décès de Dulong. Il y est suppléé par Babinet. Après le départ de François Obéllianne en 1839, Jean Thiébault Silbermann devient préparateur du cours de physique à la faculté jusqu'en 1849, date où Jean-Gustave Bourbouze lui succède. À la suite du coup d'État de Louis-Napoléon Bonaparte il refuse de prêter serment en 1852 et quitte la chaire de la faculté des sciences en étant mis à la retraite d'office.
Nommé examinateur d'admission pour l'École polytechnique en 1818, il succède brièvement à Pierre Louis Dulong à la chaire de physique de l'école de 1830 à 1831, démissionnant pour raison de santé.
En 1829 il devient professeur titulaire de la nouvelle chaire de physique appliquée aux arts au Conservatoire royale des arts et métiers. Jean Thiébault Silbermann devient préparateur du cours en 1835. Pouillet en est nommé également démonstrateur de machines et directeur adjoint puis administrateur par ordonnance du 9 novembre 1831. En 1849 il est révoqué à la suite de l'envahissement du Conservatoire lors de l'insurrection du 13 juin.
Élu membre de l'Académie des sciences en 1837, il devient la même année député (orléaniste) du Jura (arrondissement de Poligny), siège qu'il conserve jusqu'en 1848. Il est également conseiller ordinaire au Conseil royal de l'Université et membre du conseil de la Société d'encouragement pour l'industrie (Comité des arts économiques).
Le frère de Claude Pouillet, Marcellin Pouillet, chimiste distingué, a travaillé lui aussi au Conservatoire des Arts et Métiers et publié dans ce cadre de nombreux travaux, (brevets d'invention, ouvrages savants).
Claude Pouillet épousa en 1827 Henriette Anne Pichon, fille du baron Louis-André Pichon et petite-fille de l'architecte Alexandre-Théodore Brongniart.

## L'enseignant
Claude Pouillet fut largement reconnu comme un enseignant exceptionnel. Henri Sainte-Claire Deville fait ainsi largement l'éloge de ce talent dans son éloge funèbre :  « Ceux d'entre nous qui peuvent se reporter par la pensée jusqu'à une trentaine d'années en arrière se rappelleront sans doute ce maître si parfait dans l'art de l'expérimentation, si lucide dans l'exposition des théories, si heureux dans le choix des expressions, qui remplissaient un discours d'une clarté et d'une limpidité admirables. Comme professeur à la Sorbonne, M. Pouillet a obtenu un succès dont le souvenir ne peut s'effacer. L'éloquence de M. Pouillet semblait au premier abord facile à imiter. Très sobre de gestes, très simple dans son élocution, qu'il ne précipitait jamais, il paraissait s'entretenir avec ses auditeurs plutôt que leur faire une leçon ; il donnait dans le discours à chacune de ses paroles, une place si naturelle qu'on aurait pu croire les deviner, s'il ne les avait prononcées. De même l'enchainement des idées, des faits, des expériences si admirablement préparées par T. Silberman, et qu'il faisait intervenir avec sagesse et à propos, cet ordre si pur, cet arrangement si nécessaire, ne semblaient pas être l'effet d'un art profond, le don d'une si riche nature : on se serait volontiers attribué le talent du professeur, en se faisant l'illusion que l'on trouvait en soi-même la facilité avec laquelle on l'avait suivi. Je me souviens de l'impression que ressentait devant moi notre illustre et regretté confrère M. Léon Foucault. Il sortait d'une leçon faite à la Sorbonne, sur une de ses plus belles expériences; il me semblait craindre que ce public, qu'il dédaignait un peu, à la manière d'Horace, n'eut, en moins d'une heure, grâce à l'éloquence de M. Pouillet, réussi à pénétrer jusqu'au fond des phénomènes qu'il avait passé un si long temps à mettre en lumière, sur lesquels il avait usé sa patience devenue proverbiale, et dont l'explication avait exigé tous les efforts d'un esprit qui n'aimait à se livrer entièrement qu'à un petit nombre. Quand on pense que le grand succès de M. Pouillet a été obtenu dans un temps où la Faculté possédait encore des professeurs comme Thénard, Poisson, Biot, Dulong; où elle possédait déjà ces grands orateurs de la science qui sont aujourd'hui l'honneur de l'enseignement, quoiqu'ils n'en soient plus les membres actifs, on ne trouvera sans doute pas exagéré le tribut d'admiration que vient respectueusement déposer sur cette tombe un auditeur assidu de M. Pouillet. »
Pouillet fit paraître en 1827 le texte de ses leçons à la Faculté dans un ouvrage en quatre volumes intitulé Elémens de physique expérimentale et de météorologie et dont fut noté « qu'il rappelle entièrement les leçons publiques de l'auteur, par la clarté et l'élégance de l'expression, et par la profondeur des vues ». Pouillet professait alors conjointement le cours de physique avec Gay-Lussac au cours de leçons qui « étaient suivies avec avidité par plus de quinze cents personnes que contient à peine le vaste amphithéâtre de la Sorbonne »
Le journal l'Illustration note également à l'occasion de son décès combien « il apporta dans toutes ses fonctions [d'enseignant] ce talent de démonstration, cette science de l'enseignement qu'il possédait au plus haut degré ». « On retrouve dans ses ouvrages la lucidité, la précision et l'élégance du style qui valurent à l'auteur un si constant succès auprès de l'auditoire qui se pressait autour de lui à la Sorbonne.[...] Comme professeur il restera associé à la plupart [des grands faits scientifiques] qui se sont produits depuis trente ans, et plus d'un savant devra à ses leçons les découvertes qui l'auront illustré plus tard.» Ces mêmes qualités sont également soulignés dans une autre revue : « A la Sorbonne comme au Conservatoire, l'enseignement de Pouillet jeta un grand éclat. Il possédait dans toute sa plénitude l'éloquence du professeur. Il exposait les questions les plus ardues avec une clarté, un bonheur d'expressions incomparable et savait toujours se faire comprendre de ses auditeurs. Plus d'une fois, des applaudissements enthousiastes interrompirent ses leçons. ».
Le futur Lord Kelvin assista aux leçons de Pouillet sur l'électricité durant le premier semestre de 1844-1845 et acheta son livre sur les conseils de son père. Un auditeur anglais rapporte ce témoignage des leçons de Pouillet : « He is a man so simple in his manners, and beset with so few eccentricities of character, that it is very difficult to give any marked outline of his manner, notwithstanding that he is the most popular, of not the best, lecturer in Paris. His characteristics, however, are fluency of language, clearness and occasional eloquence of description, zeal in his cause, ease of manner, and constantly animated mode of expressing himself. He is certainly the finest talker we ever heard, and the most perfect master of the crayon we ever saw. His outlines on the "old slate" rival in prevision those of mathématical instruments. His principal attraction, however, is that perfect absence of self-esteem and pompousness of manner, so peculiar to lecturers of this country. M. Pouillet is the antipodes of a "Doctrinaires;" and the object of his experiments and lectures appears to be less to instruct his class thant to advance or investigate those branches of science to which they refer. The lecturer and his pupils gradually forget their different relations, and work together as labourers n one calling, - fellow-gleaners in the same field of science. The degree of sympathy which exists between them is surprising; and the smile of M. Pouillet, his earnestness, his delight in the success of his experiments, his admiration of the grand laws of nature—all find an echo at once in the breasts of his auditory, for he and his class are identical and the same. This state of things is to be found to the same extent in no other class-room in Paris; and though it is said that there are other lecturers more profound, we think there are none from whom so much is gleaned, and that too so agreeably, as from M. Pouillet.»
Pour illustrer ses cours de la Faculté, Pouillet fit notamment construire un électro-aimant en fer à cheval capable de soulever 2 500 kg et dont il faisait la démonstration en plaçant 7 à 8 élèves sur la plateforme.

## Ses travaux
Entre 1837 et 1838, il réalise grâce à l'invention du pyrhéliomètre les premières mesures quantitatives de la chaleur émise par le soleil. La valeur qu'il obtient pour la constante solaire est de 1228 W/m², valeur assez proche de l'estimation actuelle, qui est de 1367 W/m². Selon la loi de Dulong et Petit, il estime la température du soleil autour de 1 800 °C. Cette valeur fut réévaluée à 5 430 °C en 1879 par Joseph Stefan.
Ses principaux travaux portent sur la compressibilité des gaz et surtout sur les lois expérimentales relatives à l'intensité du courant électrique dans un circuit fermé. En 1825, il invente la boussole des tangentes pour pouvoir mesurer des courants puissants. Il a su également préciser la notion de résistance électrique et montrer que les générateurs sont composés d'une force électromotrice pure et d'une résistance intérieure. On lui doit la loi de Pouillet, déduite de manière expérimentale.

## Distinction
Officier de la Légion d'honneur le 24 avril 1845.

## Principales publications
- Mémoire sur l'électricité des fluides élastiques et sur une des causes de l'électricité de l'atmosphère (1828)
- Éléments de physique expérimentale et de météorologie (1827) ,
- Leçons de physique de la Faculté des sciences de Paris, recueillies et rédigées par M. Grosselin, (22 mars 1828 au 29 juillet 1828) Volume II: magnétisme, électricité, galvanisme, électro-magnétisme, acoustique, optique
- Mémoire sur la chaleur solaire, sur les pouvoirs rayonnants et absorbants de l'air atmosphérique et sur la température de l'espace (1838)
- Notions générales de physique et de météorologie à l'usage de la jeunesse (1850)
- Mémoire sur la densité de l'alcool ; sur celle des mélanges alcooliques ; sur un nouveau mode de graduation de l'aréomètre à degrés égaux (1859)
- Mémoire sur la position des pôles dans l'intérieur des barreaux aimantés et sur la mesure absolue des forces magnétiques (1859)